# George II (roi des Mosquitos)
George II de Mosquitia, surnommé George le Jeune, né George Frédéric le 5 septembre 1738 à Bluefields[réf. nécessaire], où il est mort le 19 février 1800, est le sixième roi de la côte des Mosquitos, également appelé Royaume de la Mosquitia, du 16 janvier 1777 au 19 février 1800, date de son assassinat.

## Biographie

### Jeunesse et éducation
Dès l'adolescence, son père, le roi George Ier, l'envoya en Angleterre pour y faire ses études. Lors de son voyage de retour, en 1766, il rencontra et fut évangélisé par le célèbre abolitionniste Olaudah Equiano. Quelques années après son départ, il accède au trône après la mort de son père et est couronné la même année, en mars 1777, par le surintendant britannique James Lawrie. 

### Début du règne
En raison de sa faible expérience dans l'exercice du pouvoir, George laisse son oncle, Isaac, s'occuper efficacement des affaires de l'État, et gagne ainsi le surnom de « duc-régent ». Après la mort de ce dernier, le roi a beaucoup de mal à gouverner seul, et fait face à de nombreuses difficultés avec ses subordonnés. Dans le nord du royaume, le général Tempest tente de retourner les habitants contre le roi, tandis qu'au sud, l'amiral Brinton s'est aligné sur l'Espagne afin de renverser le roi et de briser l'alliance britannique. En fin de compte, George parvient à vaincre ces deux adversaires. 

### Alliance avec la Grande-Bretagne
Grâce à son éducation et à l'alignement politique du royaume Mosquitia contre l'Espagne et son alliance avec la Grande-Bretagne, George est parvenu à stabilisé son royaume, tout en étant considéré comme un allié stable des Britanniques. Bien qu'il y ait un nombre considérable d'Anglais et de leurs esclaves africains résidant sur son territoire, un traité anglo-espagnol signé en 1786 exige que tous les Anglais se retirent du royaume, ce qui leur laissait plus de 2600 en comptant leurs esclaves, pour s'installer au Belize. Ami des Anglais, le roi se dresse contre les Espagnols. En 1798, alors que les hostilités anglo-espagnoles menaçaient les intérêts commerciaux et les colonies anglaises dans la baie du Honduras et du Belize, les Anglais proposèrent de l'armer pour attaquer les Espagnols, dans l'espoir que cela détournerait l'attention espagnole du Belize. En 1800, George s'engage dans le commerce de bétail avec des sujets britanniques.

### Assassinat
Le 19 février 1800, le roi est assassiné à Bluefields par un groupe de soldats. Certains soupçonnent alors le frère du roi, Stephen de Clarence, d'être à l'origine de ce meurtre. Le fils unique de George, le prince héritier George Frédéric Augustus, est écarté du trône par Stephen qui, étant pro-espagnol, profite de la situation pour prendre le contrôle du royaume et s'auto-proclamé régent, tout en s'engageant à soutenir le maintien du royaume sous la protection de la vice-royauté de Nouvelle-Espagne. Des tensions naissent alors entre pro-britanniques et pro-espagnols, et certains s'en prennent à la famille royale. Le général Robinson, militaire pro-britannique, prend alors le contrôle de la milice locale, et partage le pouvoir avec le régent, chassant le reste de la famille royale dont l'héritier, George-Frédéric, qui ne devient roi qu'en 1815 sous le nom de George III.